# Anchor & Braille

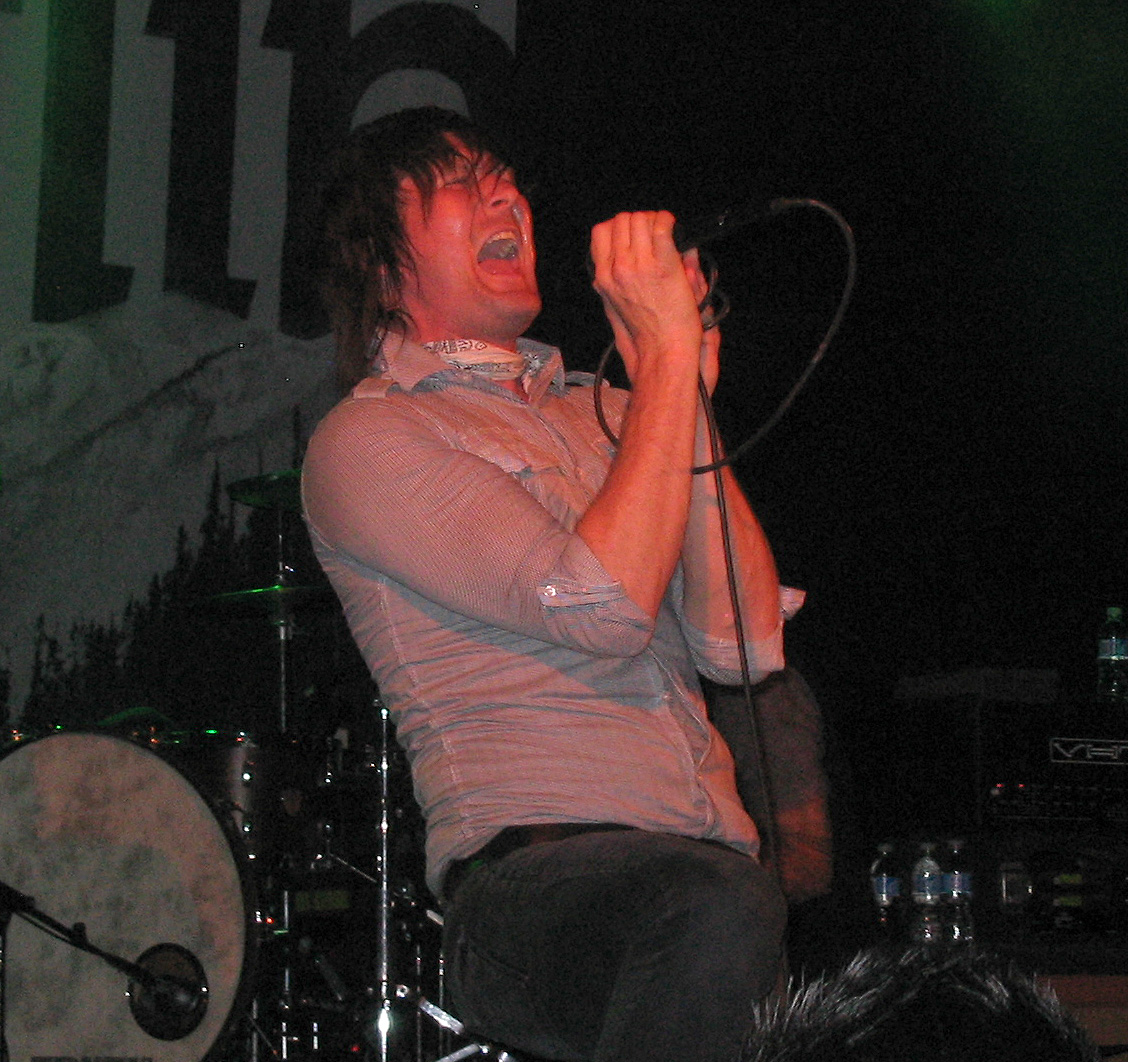
Stephen Christian em uma de suas performances (com Anberlin) no Ballroom Commodore, em maio de 2009.

Anchor & Braille é um projeto solo acústico do vocalista da banda Anberlin, Stephen Christian.

## História
A banda Anchor & Braille foi fundada quando Stephen Christian percebeu que ele havia escrito muitas canções que ele sabia que nunca poderia usar na banda Anberlin. Segundo ele as as letras tinham temas que ele sentia ser mais pessoal, que ele não estava pronto naquela época para compartilhar em uma grande banda.
A banda transmitiu seu álbum inteiro em sua página no MySpace antes de seu lançamento em 4 de agosto de 2009. O site oficial também tem a versão demo de "Sleep" (ou "When We Die"). As canções "Wedding / Funeral", "Sheet Music" (que tem sido erroneamente etiquetado como "When We Die (Sleep)") e uma demo de "Mary Agnosia" são destaques em sua PureVolume. O loop-poético chamado "16 Conversas" também foi compartilhada na página MySpace da banda por um tempo curto. Em 23 de janeiro de 2007, um sete" de vinil com duas músicas sobre ele, "Sound Asleep" e "Wedding / Funeral", foi lançado on-line.
O álbum de 2009 utilizaria uma banda completa, com todas as canções escritas por Stephen Christian, mas produzido e ampliado com instrumentação adicional por Marsh depois. Embora Marsh inicialmente tenha declarado que não iria estar em turnê com Anchor & Braille, de modo a se concentrar principalmente em Copeland, desde então tem sido revelado que os dois estarão em turnê juntos durante o verão de qualquer maneira. Anchor & Braille vai se juntar a EUA Copeland em turnê em julho, em Sherwood, Meese e Barcelona, antes de Christian ir para a Austrália em uma turnê com o Anberlin em agosto.
O primeiro single, "Still Sleeping", do álbum de estréia da banda foi disponibilizado no iTunes. Ele também foi destaque no Punk the Clock, Volume Three. O álbum de estréia foi intitulado Felt, produzido por Aaron Marsh do Copeland e lançado em 04 de agosto de 2009. O álbum foi lançado pela gravadora Wood Water Records e da Federal Distribution, estreando a trigésima posição na Billboard Top Heatseekers.
Um vinil de "Felt" foi lançado em 14 de dezembro de 2010, com uma faixa inédita, 'Empires'. Christian anunciou isso no perfil da banda Anberlin do Twitter em 04 de novembro de 2010.

## Discografia
Álbuns de estúdio
- 2009: Felt
- 2012: The Quiet Life
- 2016: Songs for the Late Night Drive Home